# Svea Fanfar

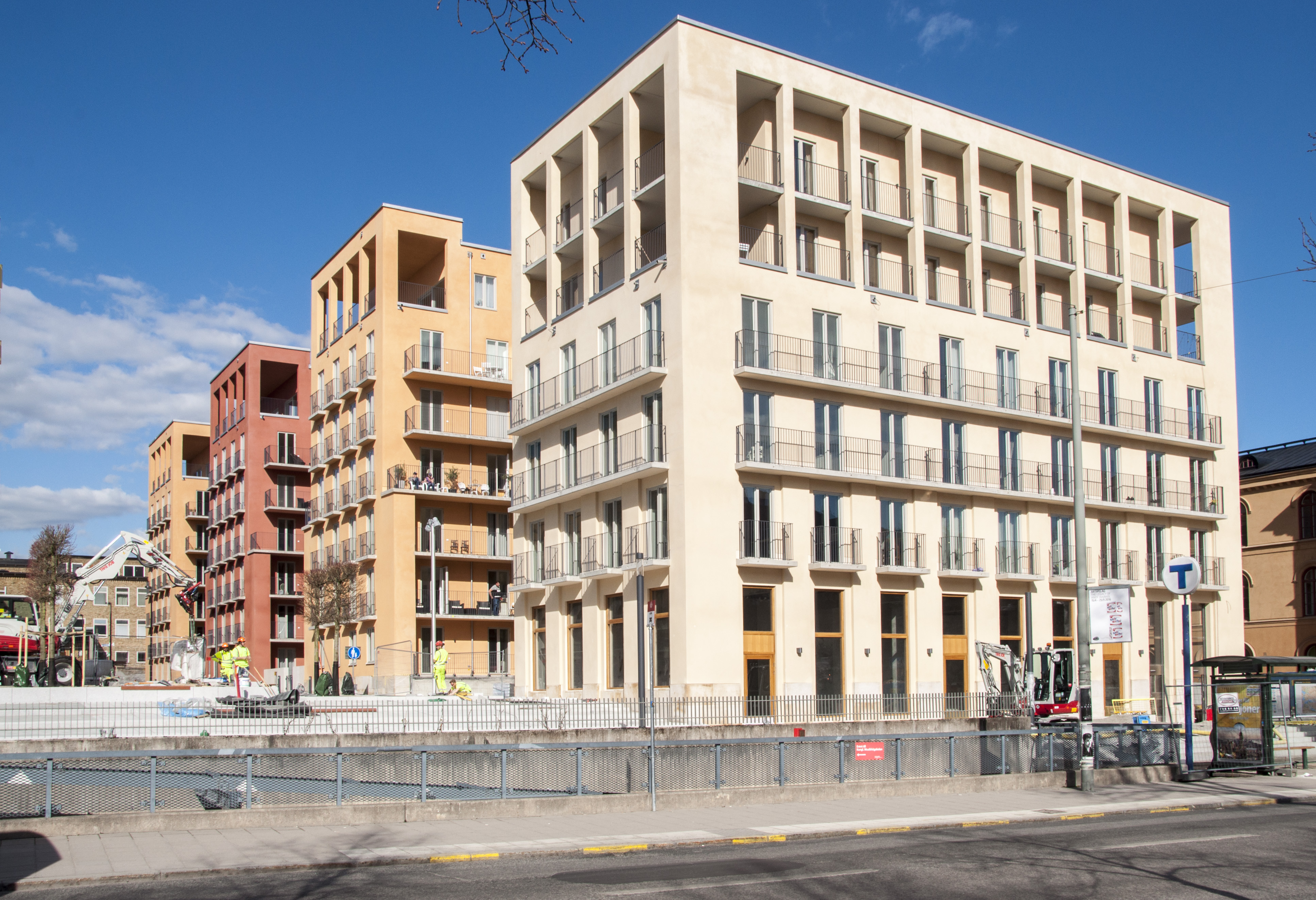
"Svea Fanfar", från Valhallavägen, 2016

Svea Fanfar är ett bostadsområde under uppförande i Kvarteret Svea artilleri vid Melodislingan på Gärdet i Stockholm i anslutning till Kungliga Musikhögskolan. 

## Bakgrund

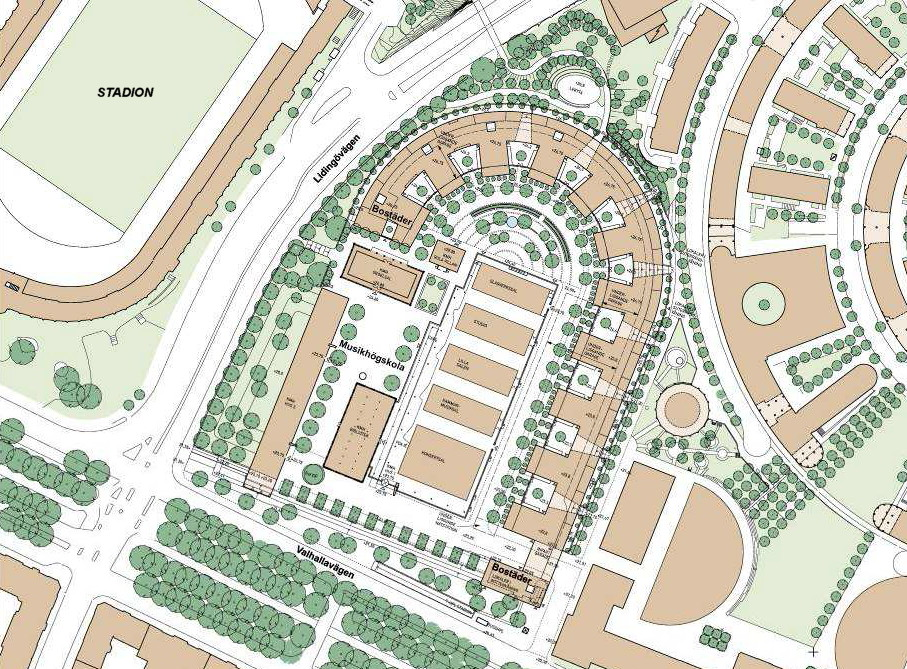
Aktuellt planförslag från år 2010.

På marken mellan Lidingövägen och Svea artilleriregemente planerades och restes nya lokaler för Kungliga Musikhögskolan under 1950-talet. Hela planen realiserades dock aldrig och som ett provisorium övertog istället Musikhögskolan Statens normalskolas lokaler på 1970-talet. 
I början av 2000-talet aktualiserades förslaget om nya ändamålsenliga byggnader för Musikhögskolan. Fastighetsägaren Akademiska hus köpte 2004 granntomten med det byggnadsminnesmärkta Generalstabens stalletablissement av Swartlings ridskola som i sin tur flyttade till Täby kommun. De föregående byggnaderna på tomten var tänkta att rivas och på stalletablissemangets plats skulle de nya undervisningslokalerna resas. Marken där den gamla Musikhögskolan låg avyttrades samtidigt av Akademiska hus för 375 miljoner kronor till byggbolaget Veidekke för att efter rivningar bebyggas med bostäder. En juridisk process vidtog där Akademiska hus lyckades få Länsstyrelsen i Stockholms län att häva byggnadsminnesmärkningen av stallen, men beslutet ändrades i både läns- och kammarrätterna varmed hela projektet var hotat. Genom en omarbetning av detaljplanen inkorporerades de gamla stallbyggnaderna istället i den nya Musikhögskolan och 2013 kunde det första spadtaget tas för de nya byggnaderna.
Ansvariga för stadsplanegestaltningen var Susanna Stenfelt och Aleksander Wolodarski vid Stadsbyggnadskontoret. Detaljplanen för området, med bostadshusen grupperade utmed den bågformade gatan Melodislingan, anspelar på den närbelägna stadionanläggningens form. Karaktäristiskt för kvarteret är återkommande portiker som öppnar sig mot det omkringliggande landskapet, ett tema som återkommer i det närliggande Starrbäcksängen.

## Bostäderna

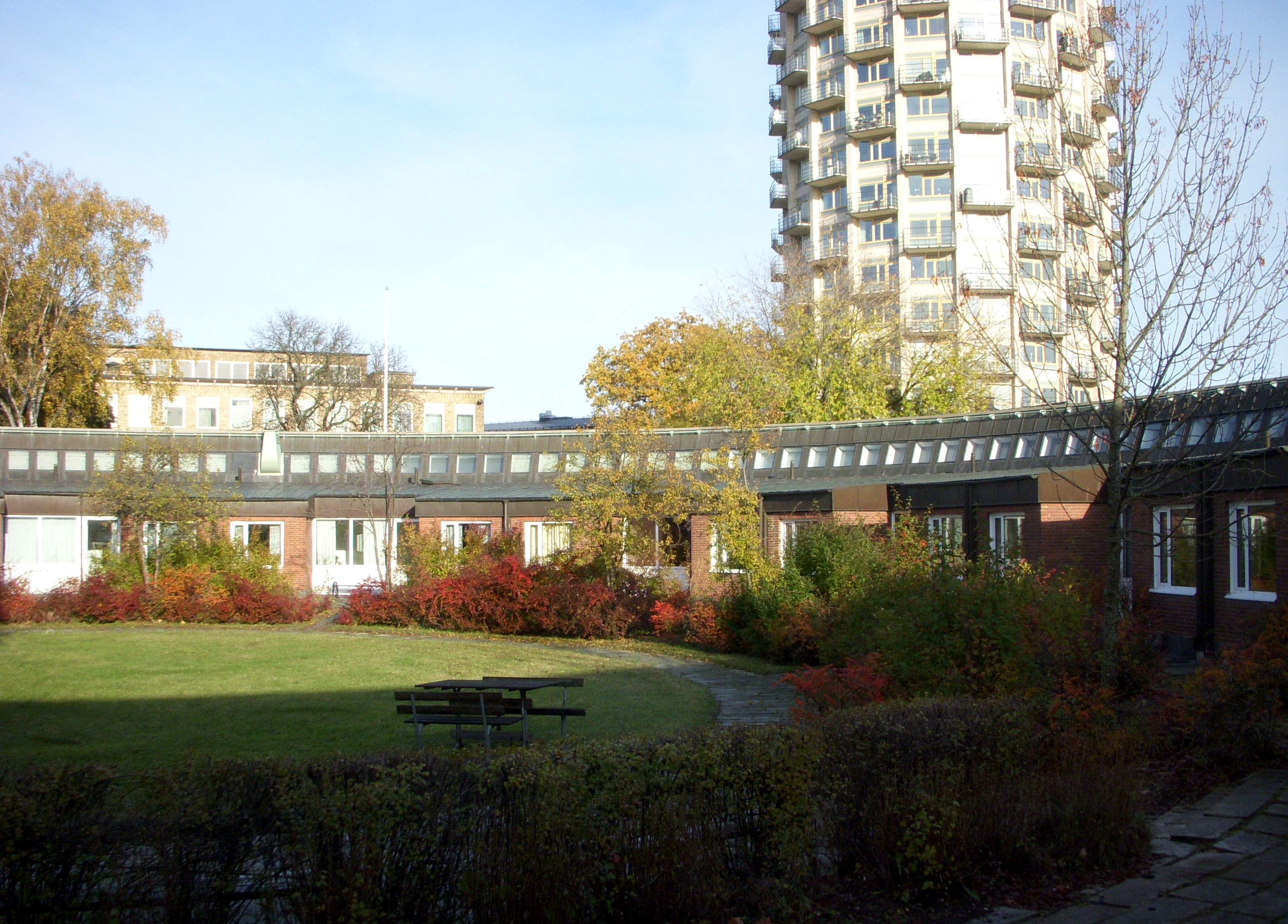
Hus B:s lågdel, som revs 2013.

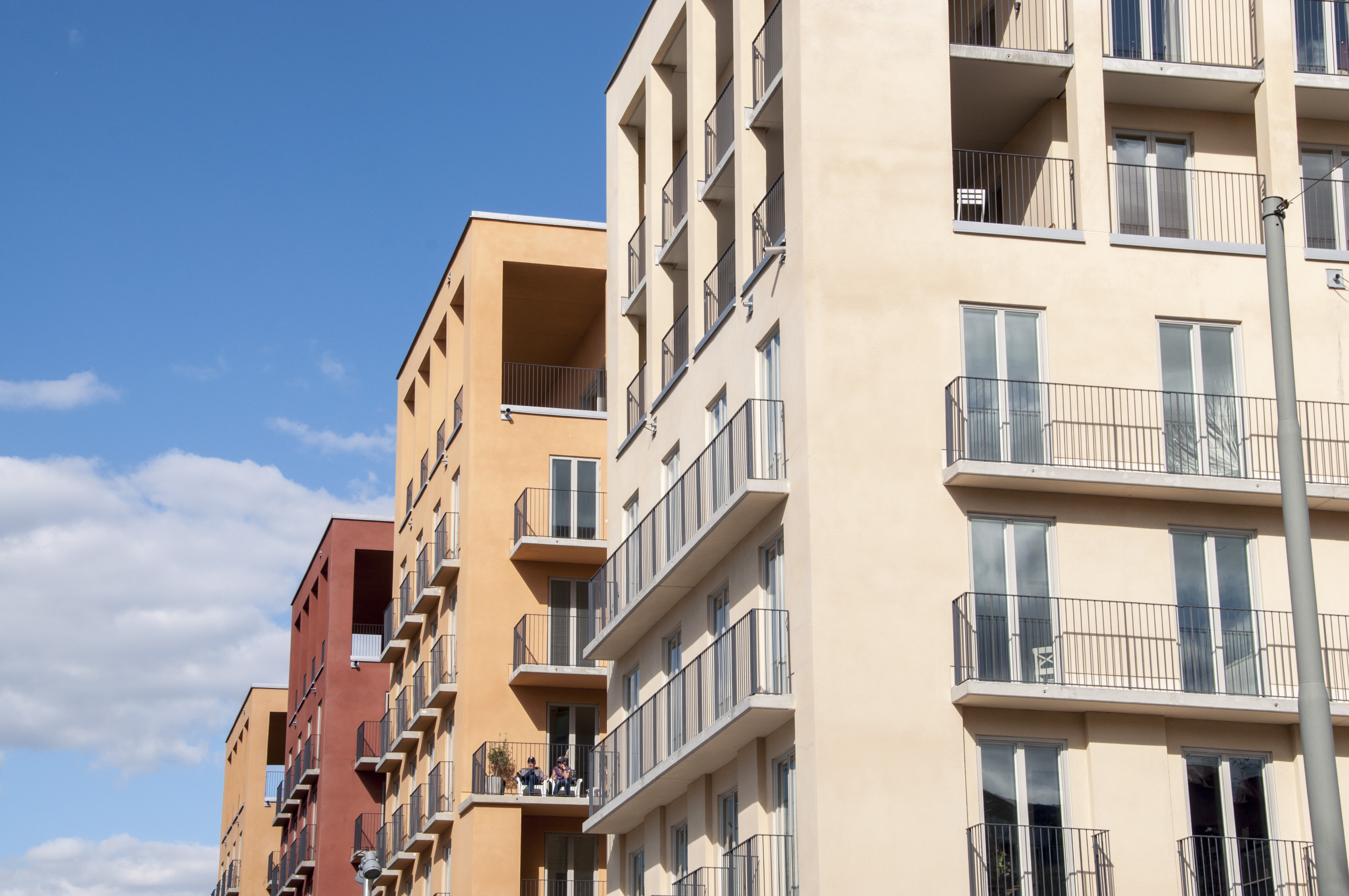
Svea Fanfar, etapp 1, 2016.

Totalt planerar man att uppföra 300 lägenheter i tre etapper på området. För den arkitektoniska utformningen svarar Brunnberg & Forshed. I etapp 1 (2014-2015) uppfördes fyra hus närmast Valhallavägen med 92 lägenheter. De var den första delen i planens kamlösning med gårdar öppna mot Musikhögskolan. Byggherrar var Veidekke Bostad AB, Panorama och CA Fastigheter. 
På platsen för etapp 1 stod tidigare Musikhögskolans Hus B, en röd tegelbyggnad som uppfördes 1955–1956 efter ritningar av Erik Ragndal och Johan Tuvert efter en arkitekttävling. Här fanns den runda lågbyggnaden med takfall av svart skiffer som slöt sig kring en lummig innergård. Runt gården grupperade sig övningsrum och studierum. Arkitekturhistorikern Fredric Bedoire skrev 1977: "En mjuk formalism präglar den låga krökta byggnaden...". Huset hade av Stockholms stadsmuseum grönmarkerats, vilket innebär ett högt kulturhistoriskt värde och betyder att "bebyggelsen är särskilt värdefull från historisk, kulturhistorisk, miljömässig eller konstnärlig synpunkt".
Volymerna i kvarteret är varierade med terrasser, höga portiker och en lugn fönstersättning. Man arbetade med gedigna material där sockel och markbeläggning utfördes i natursten och fasaderna putsades i olika kulörer på de olika husen och deras olika sidor. Balkongerna är långsträckta med franska fönster. Mot Valhallavägen ligger rummen i fil med fönster ner till golvet, medan de längre in i kvarteret ligger med rummen utmed fasaden och bostäderna har kök och bad i mitten av bostaden. 
De fyra husen i Etapp 1 nominerades 2016 till den årliga arkitekturtävlingen Årets Stockholmsbyggnad. Juryns motivering löd: ”En självsäker bebyggelse som tagit vara på omkringliggande byggnaders karaktärsdrag utan krav på att vara ett av dem. Trots tydliga referenser till 20-talsklassicismen undgår Svea Fanfar att bli en pastisch, och bär på sitt eget formspråk med spännande portiker och balanserad fasadgestaltning”.